# Licnozetes granulatus
Licnozetes granulatus är en kvalsterart som först beskrevs av Balogh och Sandór Mahunka 1969.  Licnozetes granulatus ingår i släktet Licnozetes och familjen Microzetidae. Inga underarter finns listade i Catalogue of Life.